# Pierre-Charles Boudot
Pour les articles homonymes, voir Boudot.
Pierre-Charles Boudot, né le 21 décembre 1992 est un jockey français.

## Biographie
Originaire de Paray-le-Monial en Saône-et-Loire, fils de l'entraîneur Marc Boudot, Pierre-Charles Boudot se forme à l'AFASEC, avec pour maître d'apprentissage André Fabre, pour qui il monte en priorité une fois devenu professionnel, quelques mois seulement après ses débuts à Loudéac le 29 mars, ce qui lui vaut en 2010 un Étrier d'or récompensant le meilleur apprenti de l'année. Il gagne pour la première fois au niveau des courses de groupe en 2010 (avec Brigantin dans le Prix de Lutèce, Gr.3) et s'offre son premier groupe 1 en 2014 dans le Grand Prix de Paris, en selle sur Gallante.
En 2015, il remporte sa première Cravache d'or, ex æquo avec Christophe Soumillon, puis s'adjuge le titre l'année suivante, en atteignant la barre des 300 victoires (sur 1530 partants), battant le record de France de Christophe Soumillon (228 succès en 2013) et le record d'Europe détenu par l'Allemand Peter Schiergen (271 victoires en 1995). Le 21 mars 2017, il fête sa millième victoire, mais à la fin de l'année il est dépossédé de son record d'Europe par son rival Christophe Soumillon, qui le porte à 306. En 2019, il remporte le Prix de l'Arc de Triomphe avec son cheval de cœur Waldgeist.

## Affaires judiciaires
Le texte peut changer fréquemment, n’est peut-être pas à jour et peut manquer de recul. 
Le titre et la description de l'acte concerné reposent sur la qualification juridique retenue lors de la rédaction de l'article et peuvent évoluer en même temps que celle-ci.
Une première plainte pour viol est déposée contre Pierre-Charles Boudot en 2018 pour des faits survenus en 2015, à la suite de laquelle il sera entendu en tant que témoin assisté. Une deuxième plainte est ensuite déposée à Cagnes-sur-Mer le 19 février 2021 pour de nouveaux faits de viol. Le jockey est mis en examen le 12 mai 2021.
En août 2021, la mise en examen de Pierre-Charles Boudot étant toujours en cours, la société France Galop, organisatrice des courses, annonce la prolongation de la suspension des compétitions du jockey pour les six prochains mois, l'empêchant ainsi de concourir au Prix de l'Arc de Triomphe à venir.

## Palmarès sélectif (courses degroupe 1)
France
- Prix de l'Arc de Triomphe – 1 – Waldgeist (2019)
- Poule d'Essai des poulains – 1 – Persian King (2019)
- Prix de Diane – 2 – Channel (2019), Fancy Blue (2020)
- Prix de la Forêt – 3 – One Master (2018, 2019, 2020)
- Grand Prix de Saint–Cloud – 2 – Waldgeist (2018), Way To Paris (2020)
- Grand Prix de Paris – 2 – Gallante (2014), Mogul (2020)
- Prix Jacques Le Marois – 1 – Ésotérique (2015)
- Prix Rothschild – 2 – Ésotérique (2015), Watch Me (2020)
- Prix Ganay – 2 – Waldgeist (2019), Mare Australis (2021)
- Critérium de Saint–Cloud – 1 – Waldgeist (2016)
- Prix Jean–Luc Lagardère – 1 – National Defense (2016)
- Prix Vermeille – 1 – Bateel (2017)
- Prix Jean Prat – 1 – Intellogent (2018)
- Prix Marcel Boussac – 1 – Lily's Candle (2018)
- Prix Royal Oak – 1 – Technician (2019)
- Prix d'Ispahan – 1 – Persian King (2020)
- Prix du Moulin de Longchamp – 1 – Persian King (2020)
- Prix de l'Abbaye de Longchamp – 1 – Wooded (2020)
- Critérium International – 1 – Van Gogh (2020)

 Royaume-Uni
- Sun Chariot Stakes – 1 – Ésotérique (2015)
- Coronation Stakes – 1 – Watch Me (2019)
- Queen Elizabeth II Stakes – 1 – The Revenant (2020)

 États-Unis
- Breeders’ Cup Filly & Mare Turf – 1 – Audarya (2020)
- Breeders’ Cup Mile  – 1 – Order of Australia  (2020)

## Victoires en France
- 2020 – 220 – Cravache d'or
- 2019 – 201 – Cravache d'argent
- 2018 – 173 – Cravache d'argent
- 2017 – 209 – Cravache d'argent
- 2016 – 300 – Cravache d'or
- 2015 – 179 – Cravache d'or
- 2014 – 115 – Cravache de bronze
- 2013 – 122 – Cravache de bronze
- 2012 – 67
- 2011 – 74
- 2010 – 58
- 2009 – 38